# Midori, Saitama
Midori (緑区 Midori-ku) là quận thuộc thành phố Saitama, Nhật Bản. Tính đến ngày 1 tháng 10 năm 2020, dân số ước tính của quận là 128.321 người và mật độ dân số là 4.900 người/km2. Tổng diện tích của quận là 26,44 km2.